# Geistingen
Geistingen (Limburgs: Geistinge) is een kerkdorp, behorend tot Ophoven, een deelgemeente van de Belgische gemeente Kinrooi in de provincie Limburg.

## Naamsbetekenis
De oudste vorm is "Westingue" in 1178. De schrijfwijze met "g", in de vorm van: Ghestinghen, Ghestingen, Guystingen, Geystingen, Geistingen, wordt al aangetroffen in 1181, dus praktisch in dezelfde tijd. Vanaf 1202 stoten we op de naam "Neder-Geistingen" om onderscheid te maken met "Op-Geistingen", het latere Ophoven dat dus jonger is. Geistingen heeft dus geheten: Westingue - Ghestinghen - Neer-Geistingen - Geistingen.
De betekenis van de naam Geistingen is niet zo doorzichtig. De naam is van Frankische oorsprong en bevat het achtervoegsel -heem dat wijst op een woonplaats (zoals in "heimwee"). Volgens W.H. Claes in zijn artikel "Het suffix heim, in -gheim, zele, hove in plaatsnamen" (verschenen in het tijdschrift Limburg, jrg. 1925-1926) betekent het achtervoegsel "heim" eerder een omsloten woonplaats. Dat de uitgang verdofte tot "en" is een volkomen normaal taalverschijnsel.
Hij vermeldt verder dat de overgrote meerderheid der toponiemen op 'heim' in hun eerste deel een persoonsnaam bevatten, gevolgd door de patronimische uitgang 'ing'. In combinatie met een persoonsnaam drukt die afstamming, samenhorigheid of afhankelijkheid uit. Zo zijn de Karolingen, Merovingen en de Lotharingers de afstammelingen van Karel, Merovech of Lotharius. De gezochte voornaam moet de naam zijn van een Frank die nu Wester, Wessel of iets dergelijks zou heten; namen die nog bestaan, maar hier niet meer voorkomen. De overgang van "w" naar "g" is volkomen normaal in het Limburgs dialect (zoals ook "goonsdig" voor "woensdag").
Het is dus aan te nemen dat de oudste vorm van Geistingen er ongeveer zo moet hebben uitgezien: Westo - inga - heem. Dit is: "de woonplaats van de afstammelingen van Westo".

## Geschiedenis
Op het grondgebied van Geistingen werden voorwerpen gevonden uit het paleolithicum en het neolithicum. Ook bronzen bijlen werden aangetroffen en de aanwezigheid van Eburonen werd aangetoond. Daarnaast was er een Romeins legerkamp en werden Romeinse graven ontdekt. Ook bij de ontgrinding van de Steenberg en de Boterakker in 1997 werden overblijfselen gevonden van een prehistorische, een Romeinse en een middeleeuwse nederzetting. In Geistingen werd ook Karolingisch aardewerk ontdekt.
Geistingen ontstond vermoedelijk als Frankische nederzetting, aan de heirbaan Maastricht-Nijmegen. In de 8e eeuw bestond hier reeds een parochie, die een uitgestrekt gebied besloeg. Toen lag het nog dicht aan de Maas, die zich vanaf toen steeds meer naar het oosten heeft verplaatst. Die oude Maasarm liep via de Witbeek naar Kessenich en vormde de Horst van Geistingen. Er lag hier een belangrijke vroenhof, mogelijk samenhangend met de huidige Hoezerhof, en het zou de residentie van de Frankische edelman Adalardus kunnen zijn geweest, mogelijk zelfs het grafelijk domein van de Opper-Maasgouw, dat zich van ten zuiden van Maaseik tot en met Thorn zou hebben uitgestrekt.
Zeker sinds de 13e eeuw hoorden Geistingen, Ophoven en een uitgestrekt gebied ten westen daarvan bij het in het noorden gelegen Graafschap Horn. Dat uitgestrekt gebied reikte tot in Kinrooi, dat zelf een gehucht van Kessenich was. De Hagedoren hoorde wel bij Geistingen/Ophoven. Nadat de Hornse graaf Filips van Montmorency door de Spanjaarden werd onthoofd in 1568, werd het gebied bij het Prinsbisdom Luik gevoegd.
De grindwinning, die begonnen is in 1944 en omstreeks 2011 werd voltooid, heeft een reusachtige plas achtergelaten tussen de Maas en Geistingen. Deze werd ingericht voor natuur en recreatie.

## Bezienswaardigheden
- De Sint-Lambertuskerk, is de neoromaanse parochiekerk uit 1900.
- De Grafkapel Rutten, aan de Pastorijstraat.

## Bekende personen
- Martin-Hubert Rutten (1841-1927), bisschop
- Marc Wagemakers, voetballer

## Nabijgelegen kernen
Ophoven, Kessenich, Kinrooi